# Чирков Сергій Юрійович
Сергій Чирков (нар. 10 вересня 1996, Суми) — український комік, сценарист і співведучий проєкту «Телебачення Торонто», переможець Kyiv International Stand Up Comedy Week 2019, резидент «Підпільного стендапу» та учасник Youtube-шоу «Ебаут».

## Життєпис
Сергій Чирков народився 10 вересня 1996 року в Сумах. Провів дитинство в Росії, після чого повернувся в Суми. Почав займатися комедією у рідному місті та згодом переїхав до столиці та доволі швидко став одним із найбільш популярних українських стендаперів. У ранньому стендап-матеріалі після переїзду в Київ комік розповідав про дитинство в релігійній родині й родичів у Росії. У новому сольнику через жарт про теракт у Беслані обігрує, що йому пощастило не продовжити життя у РФ, а вирости в Україні.
Сольний стендап-концерт 2022 року потрапив в рейтинг 10 найкращих стендапів від видання «Бабель».
Навесні 2023 року Сергій разом з іншим резидентом «Підпільного стендапу», Дмитром Білоусом відвідали з благодійними концертами Польщу, а саме: Краків, Вроцлав та Варшаву.
26 липня 2024 року стендапера Сергія Чиркова вивели зі сцени на Atlas Weekend під час зачитування ним передвиборчих обіцянок президента України Володимира Зеленського.
30 вересня 2024 року Сергій Чирков мобілізувався до ЗСУ. Служить в 412-й окремий полк безпілотних систем «NEMESIS» на посаді аналітика.

## Особисте життя
В 2025 році Сергій Чирков зробив пропозицію руки й серця своїй коханій Наті Гресько.

## Концерти
| Рік  | Назва                          |
| ---- | ------------------------------ |
| 2019 | «Пощечина общественному вкусу» |
| 2020 | «Квантовий стрибок»            |
| 2021 | «Третій концерт»               |
| 2022 | «Онук мародера»                |
| 2023 | «Кафе-шантан»                  |
| 2024 | «Кінцевий бенефіціар»          |